# Anton Ulrich Brunšvicko-Wolfenbüttelský
Antonín Oldřich Brunšvicko-Wolfenbüttelský (německy Anton Ulrich von Braunschweig-Wolfenbüttel, 4. října 1633, Hitzacker – 27. března 1714, Salzdahlum) byl členem rodu Welfů, byl vévodou brunšvicko-lüneburským a vládnoucím vévodou brunšvicko-wolfenbüttelským od roku 1685 do roku 1702 společně se svým starším bratrem Rudolfem Augustem, a samostatně pak od roku 1704 až do své smrti. Byl jedním z hlavních zastánců osvícenského absolutismu mezi vévody z Brunšviku.

## Životopis
Narodil se v Hitzackeru v sídle svého otce, vévody Augusta II. mladšího Brunšvicko-Lüneburského (1579–1666) a jeho druhé manželky princezny Dorothey Anhaltsko-Zerbské (1607–1634).

### Raná léta

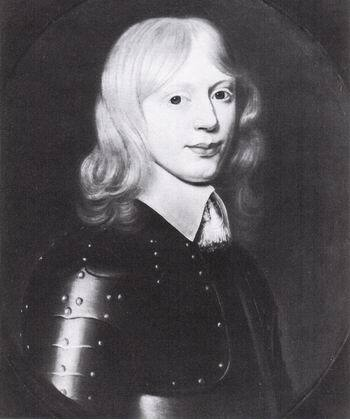
Antonín Oldřich v mladém věku

Antonín Oldřich byl druhým přeživším synem vévodského páru. On i jeho sourozenci získali vzdělání u dvora ve Wolfenbüttelu od učitelů, jako byli Justus Georg Schottel a Sigmund von Birken. V uměleckém směru byl ovlivněn nevlastní matkou Alžbětou Sofií Meklenburskou (1613–1676). Sestrou Antonína Oldřicha byla Sibyla Uršula Brunšvicko-Lüneburská (1629–1671), která vynikla jako spisovatelka a překladatelka. Studoval na univerzitě v Helmstedtu, kde získal doktorát z teologie.
Na své poznávací cestě zavítal do Itálie a Nizozemska, setkal se s Madeleine de Scudéry a vášnivě se začal zajímat o divadlo. Když se v roce 1656 oženil s Alžbětou Juliánou (1633–1704), dcerou vévody Friedricha Šlesvicko-Holštýnsko-Sønderbursko-Norburského, napsal při této příležitosti divadelní hru.

### Spoluvládce
Po smrti svého otce Augusta II. mladšího v roce 1666 se vládnoucím vévodou stal starší bratr Rudolf August a Antonín Oldřich byl jeho zástupcem. Rudolf August měl větší zájem o lov a knihovnu než o vládní záležitosti a většinu rozhodnutí nechal na svém mladším bratrovi. V roce 1685 oficiálně učinil Antonína Oldřicha spoluvládcem se stejnými právy. Mladý vévoda musel bojovat proti vzpurnému městu Brunšvik, jehož občané nakonec museli přijmout jeho vládu v roce 1671. V následujícím roce však jeho hlavní starostí bylo soupeření s jeho bratrancem vévodou Arnoštem Augustem, který vládl od roku 1679 v Brunšvickém vévodství v Calenbergu. Bratranci Arnoštu Augustovi bylo v roce 1692 císařem Leopoldem I. přiděleno povýšení Hannoverska na kurfiřtství. Mezi bratranci vzrostlo napětí, protože Antonín i Rudolf nebyli upřednostněni podle práva prvorozenectví. Zatímco se Hannoversko a Lüneburské knížectví postavily ve válce o španělské dědictví na stranu římského císaře, Antonín Oldřich se rozhodl uzavřít dohodu s francouzským králem Ludvíkem XIV. Následně Hannoversko a Lünebursko napadly v březnu 1702 knížectví Wolfenbüttel. Antonín Oldřich byl téměř zajat. Na rozkaz císaře byl Antonín Oldřich sesazen jako vévoda přes protesty svého bratra a Rudolf August zůstal jako jediný vládce Wolfenbüttelu, zatímco mladší bratr uprchl do Gothy. V dubnu 1702 podepsal Rudolf August dohodu uznávající přednostní právo vévodům Hannoverského kurfiřtství, se kterou později souhlasil i Antonín Oldřich.

### Vládce

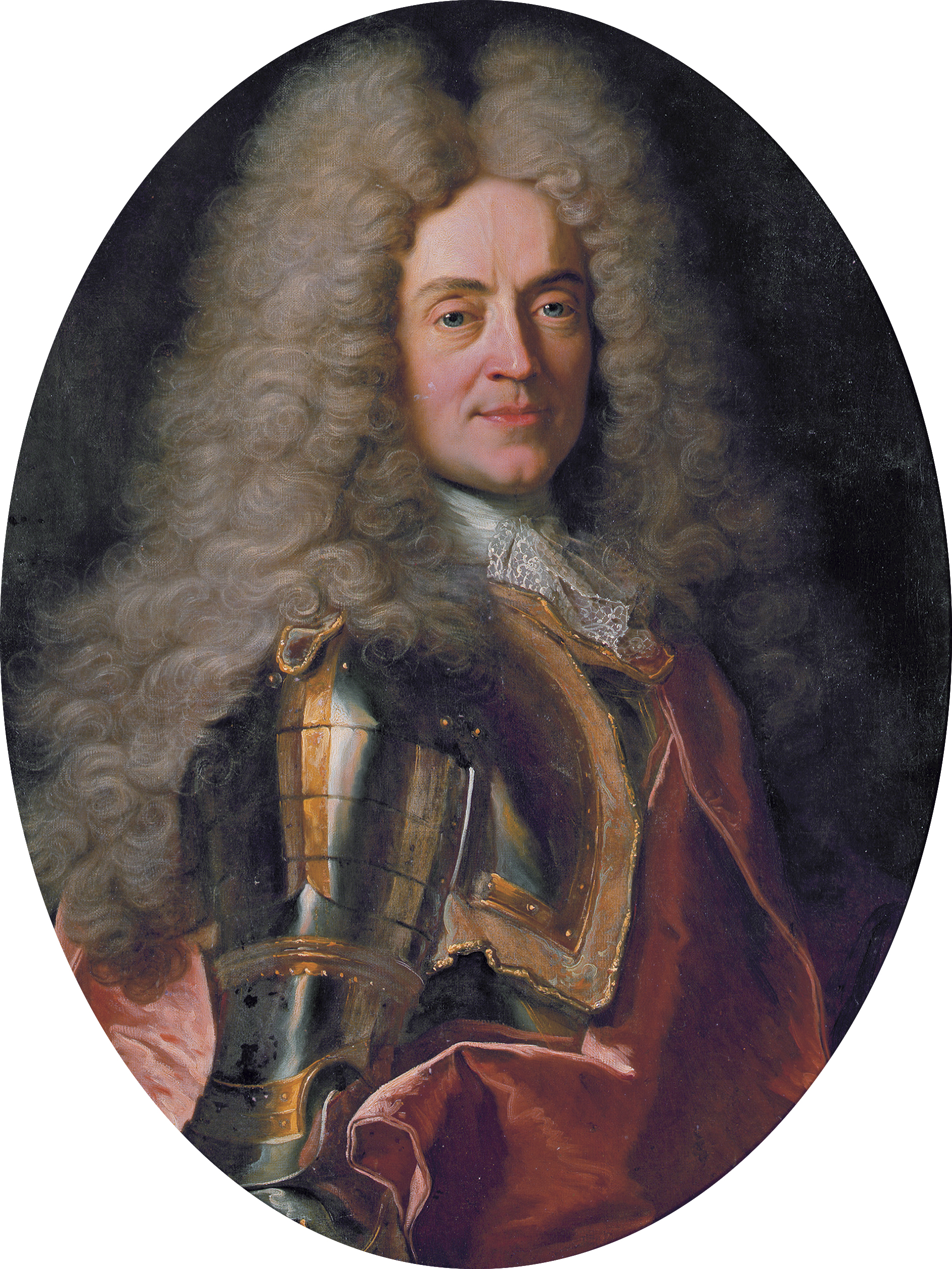
Antonín Oldřich portrét od Hyacintha Rigauda

Po smrti Rudolfa Augusta v roce 1704 převzal vládu znovu Antonín Oldřich. Pokračoval v urovnávání sporů se svým hannoverským bratrancem Jiří Ludvíkem, který v roce 1705 zdědil také Lünebursko. V roce 1706 bylo dosaženo konečné dohody mezi oběma knížectvími. Wolfenbüttelsko se rovněž vzdalo všech nároků vůči Sasko-lauenburskému vévodství a obdrželo několik menších statků jako odškodnění. V roce 1704 uzavřel dohodu se svou sestřenicí Amálií Vilemína Brunšvicko-Lüneburskou, která byla manželkou budoucího císaře Josefa I., o uzavření manželství mezi jeho vnučkou Alžbětou Kristýnou s Josefovým bratrem, pozdějším císařem Karlem VI. V roce 1709 Antonín Oldřich konvertoval ke katolicismu. Zemřel ve věku 80 let na zámku Salzdahlum. Jeho nástupcem byl jeho nejstarší žijící syn August Vilém Brunšvicko-Wolfenbüttelský .

## Patron umění

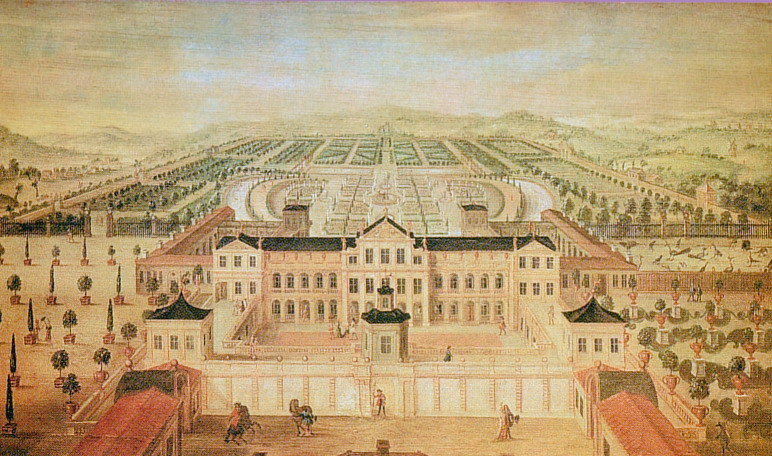
zámek Salzdahlum

Utrácel obrovské částky za kulturní akce a zábavu. V letech 1689 až 1690 nechal v Brunšviku postavit operu, která se brzy stala dějištěm děl barokních skladatelů Johanna Rosenmüllera, Johanna Sigismunda Kussera, Reinharda Keizera, Georga Caspara Schürmanna a Johanna Adolfa Hasseho. Významně rozšířil knihovnu, kterou založil jeho otec. Najal filozofa Gottfrieda Leibnize jako knihovníka. Nová rotunda knihovny, postavená podle plánů Hermanna Korba a dokončená v roce 1712, byla první skutečnou budovou knihovny v Německu. Hermann Korb také navrhl plány zámku Salzdahlum, který byl postaven v letech 1694 až 1695 podle francouzského vzoru Château de Marly. Antonín Oldřich byl také spisovatelem a měl velkou uměleckou sbírku, která se později stala základem jeho muzea.

## Potomci
- 1. August Friedrich (24. 8. 1657 Wolfenbüttel – 22. 8. 1676 Špýr), svobodný a bezdětný, zemřel na následky zranění utržených při obléhání pevnosti Philippsburg.[2]
- 2. Alžběta Eleonora Žofie (30. 9. 1658 Wolfenbüttel – 15. 3. 1729 Meiningen).[3]
I. ⚭ 1675 Jan Jiří Meklenburský (5. 5. 1629 Prettin – 9. 7. 1675 Mirow).[4]
II. ⚭ 1681 Bernard I. Sasko-Meiningenský (10. 9. 1649 Gotha – 27. 4. 1706 Meiningen), vévoda sasko-meiningenský od roku 1675 až do své smrti.[5]
- 3. Anna Žofie (29. 10. 1659 Wolfenbüttel – 28. 6. 1742 tamtéž)[6]
⚭ 1677 Karel Gustav Bádensko-Durlašský (27. 9. 1648 Durlach – 24. 10. 1703 tamtéž)[7]
- 4. Leopold August (27. 2. 1661 Wolfenbüttel – 5. 3. 1662 tamtéž)[8]
- 5. August Vilém (8. 3. 1662 Wolfenbüttel – 23. 3. 1731), vévoda Brunšvicko-Lüneburský a kníže Brunšvicko-wolfenbüttelský od roku 1714 až do své smrti[9]
I. ⚭ 1681 Kristýna Žofie Brunšvicko-Wolfenbüttelská (4. 4. 1654 Wolfenbüttel – 5. 2. 1695)[10]
II. ⚭ 1695 Žofie Amálie Holštýnsko-Gottorpská (19. 1. 1670 Schleswig – 27. 2. 1710 Wolfenbüttel)
III. ⚭ 1710 Alžběta Žofie Marie Šlesvicko-Holštýnsko-Sonderbursko-Norburská (12. 9. 1683 Wolfenbüttel – 3. 4. 1767 Braunschweig)[11]
- 6. August Jiří (14. 8. 1663 Wolfenbüttel – 24. 2. 1664 tamtéž)[12]
- 7. August Karel (4. 8. 1664 Wolfenbüttel – 20. 12. 1664 tamtéž)[13]
- 8. August František (6. 10. 1665 Wolfenbüttel – 4. 12. 1666 tamtéž)[14]
- 9. Augusta Dorothea (16. 12. 1666 Wolfenbüttel – 11. 7. 1751 Arnstadt)[15]
⚭ 1684 hrabě Antonín Günther II. Schwarzbursko-Sondershausensko-Arnstadtský (10. 10. 1653 Sondershausen – 20. 7. 1716 Arnstadt), roku 1697 povýšen na knížete[16]
- 10. Amálie (7. 6. 1668 Wolfenbüttel – 1. 11. 1668 tamtéž)[17]
- 11. Henrietta Kristýna (19. 9. 1669 Wolfenbüttel – 20. 1. 1753 Roermond), abatyše v Gandersheimu v letech 1693–1712[18]
- 12. Ludvík Rudolf (22. 7. 1671 Wolfenbüttel – 1. 3. 1735 tamtéž), vévoda Brunšvicko-Lüneburský a kníže Brunšvicko-wolfenbüttelský od roku 1731 až do své smrti[19]
⚭ 1690 Kristýna Luisa Öttingenská (20. 3. 1671 Oettingen in Bayern – 3 .9. 1747 Blankenburg)[20]
- 13. Sybila (3. 9. 1672 Wolfenbüttel – 1. 4. 1673 tamtéž)[21]

## Dílo
- Die Durchlauchtige Syrerin Aramena (1669–1673)
- Die Römische Octavia (1677–1707)